# Boris Zeidman
Boris Issaakovitx Zeidman, en rus Борис Исаакович Зейдман, (Sant Petersburg, Imperi rus, 10 de febrer, 1908 - Taixkent (Uzbekistan), 1 de gener de 1981 o 1 de gener, 1982), va ser un compositor i professor universitari rus i soviètic que va treballar principalment a l'actual Azerbaidjan i Uzbekistan.
A partir de 1927, Zeidman va estudiar composició al Conservatori de Sant Petersburg amb Maximilian Steinberg. Va completar un aprenentatge que va començar després de graduar-se el 1931 el 1936. Després es va dedicar a la docència i va ensenyar composició i instrumentació al Conservatori de Leningrad fins a 1939.
Va passar la resta de la seva vida al Caucas i Àsia Central. Primer es va traslladar a la RSS d'Azerbaidjan. Allà va ensenyar a l'Acadèmia de Música de Bakú del 1939 al 1957, inicialment com a conferenciant i des del 1949 com a professor. També va exercir com a vicepresident de la Unió de Compositors de l'Azerbaidjan de 1944 a 1949 i com a president fins a 1953.
El 1957 es va traslladar a Taixkent, on va ensenyar com a professor al Conservatori Estatal d'Uzbekistan fins a la seva mort el 1981. De 1965 a 1971 també va ser membre de la junta de l'Associació de Compositors Uzbeks.

## Obra
Zeidman va ser pioner en la música clàssica professional a Azerbaidjan i Uzbekistan explorant les tradicions musicals regionals i combinant-les amb gèneres europeus i tècniques de composició com a educador, investigador i compositor.
Com a professor universitari, Zeidman va influir en generacions senceres de compositors i músics. A Leningrad va ensenyar Əfrasiyab Bədəlbəyli, amb qui es va fer amic de tota la vida. A Bakú, entre altres tenia: Fikret Amirov, Zoltan Hacıbəyov, Əşrəf Abbasov, Cahangir Cahangirov, Şəfiqə Axundova, İbrahim Məmmədov, Elmira Nəzirova i Murad Kajlayev a l'ensenyament el 1931. A Taixkent va ensenyar, entre altres a, Rassak Chamrayev (1910–1981), Rumil Wildanow (1913–1987), Sharofiddin Saifiddinov (1929–2015), Tulkun Kurbanow (1936–2002), Rustam Abdullayev, el músic de jazz Edward Kalendar (1941), així com la pianista de música mundial Anjelika Akbar (1969).
Com a compositor, va deixar enrere set òperes, diversos ballets i música orquestral, inclosa una simfonia programada per a l'èpica persa Chosrau i Shirin (1941), així com concerts per a piano, violí, viola, violoncel i fagot, també com obres corals, música de cambra, obres per a piano i romanços. També va crear música per al teatre i el cinema, per exemple per a la pel·lícula Подводная лодка Т-9 (1943). Juntament amb el seu alumne Əfrasiyab Bədəlbəyli, va escriure l'òpera Гнев народный (La ira del poble), que es va estrenar al Teatre Estatal d'Òpera i Ballet de l'Azerbaidjan el 1941. Les seves obres més interpretades inclouen: el seu 2n Concert per a viola i orquestra (1968).

## Premis
Pel seu treball a Bakú i Taixkent va ser distingit com a Artista Honorat de la RSS d'Azerbaidjan (1956) i de la RSS d'Uzbek (1964). Allà també va rebre el Premi Estatal (1959) i va ser nomenat Artista del Poble (1978). Va rebre la condecoració d'honor de la Unió Soviètica el 1959.